# Abischemu
Abischemu war ein König von Byblos, der um 1800 v. Chr. regierte.
Abischemu ist vor allem von seinem Grab in der Königsnekropole von Byblos bekannt. Das Grab fand sich größtenteils unberaubt und enthielt noch eine Reihe wertvoller Objekte. In der Grabkammer stand zunächst der große undekorierte Sarkophag des Herrschers, der aus weißem Kalkstein gehauen war. Um den Sarkophag waren diverse Beigaben angeordnet, worunter sich vor allem Tongefäße befanden. In dem Sarkophag fanden sich weitere Beigaben, darunter vergoldete Waffen und Schmuck und eine teils vergoldete Obsidianvase mit dem Namen des ägyptischen Pharaos Amenemhet III. Ein Silbergefäß stammt eventuell aus dem ägäischen Raum. Von der Leiche fanden sich keine Reste mehr.
Der Name des Herrschers fand sich nicht direkt im Grab, erscheint aber im benachbarten und mit diesem durch einen Gang verbundenen Grab seines Sohnes und Nachfolgers Ipschemuabi. Hier trägt er den ägyptischen Titel ḥ3.tj-ˁ – Bürgermeister. Durch die Beigaben ist Abischemu als Zeitgenosse von Amenemhet III. datierbar. Seine reiche Grabausstattung zeigt starken ägyptischen Einfluss und bezeugt die engen Beziehungen von Byblos zu Ägypten zu dieser Zeit, die sich auch daran ablesen lassen, dass man in Byblos zu dieser Zeit die ägyptische Schrift gebrauchte. Er ist auch von einem ägyptischen Siegel bekannt, auf dem er den Titel Bürgermeister von Byblos führt.
Siehe auch: Liste der Könige von Byblos